# MZ RT 125
Die MZ RT 125 ist ein Motorrad, das die MZ Motorrad- und Zweiradwerk GmbH in Zschopau von 2000 bis 2008 baute.
Der Name RT nimmt die Bezeichnung der populären RT-Baureihe auf, die von 1934 bis 1965 zuerst von der Auto Union AG im DKW-Stammwerk Zschopau und nach dem Ende des Zweiten Weltkriegs (teils parallel) von IFA/MZ in der DDR am alten Standort und der neu gegründeten Auto Union GmbH in Ingolstadt in der Bundesrepublik gefertigt wurde.

## Modellgeschichte und Technik
Nachdem DKW und MZ bis 1992 in der 125-cm³-Klasse ausschließlich Zweitaktmotorräder hergestellt hatten und die Führerscheinregelungen in der Bundesrepublik Kleinkrafträdern lediglich 80 cm³ zugestanden, wurden ihnen 1996 durch die Neuregelung der Führerscheinklasse A1 125 cm³ und maximal 11 kW erlaubt, während die Höchstgeschwindigkeit für Führerscheininhaber unter 18 Jahren auf 80 km/h beschränkt blieb. Nach mehreren Studien, die MuZ ab 1996 erarbeitete, fiel 1997 die Entscheidung, ein völlig neues Motorrad für die Klasse zu entwickeln, dessen Viertaktmotor den rechtlichen Rahmen maximal ausschöpfen sollte. Für die Gestaltung mit dem augenfälligen geschwungenen Tank zeichnete Designer Masanori Hiraide verantwortlich.
Der Motor hat eine Drehzahlbegrenzung bei 10.750/min. Die bis 2013 geltende Beschränkung der Höchstgeschwindigkeit für A1-Führerscheininhaber bis zum 18. Geburtstag wurde nicht – wie sonst üblich – durch Drosselung des Motors, sondern mit einem Geschwindigkeitssensor erreicht. Dadurch entfaltet der Motor bis zur elektronischen Abregelung seine volle Leistung.
Im Rahmen der Modellpflege wurden die RT 125 ab 2006 mit einem ungeregelten Katalysator (U-Kat) ausgestattet.
In den Jahren 2002 bis 2006 belegte das Modell, trotz geringer und tendenziell fallender Verkaufszahlen, bei den Neuzulassungen in Deutschland einen Platz unter den 15 beliebtesten Leichtkrafträdern.
| Jahr      | 2002 | 2003 | 2004 | 2005 | 2006 |
| --------- | ---- | ---- | ---- | ---- | ---- |
| Stückzahl | 736  | 567  | 402  | 274  | 215  |

## Technische Daten
|                             | RT 125                                                                               | RT 125 Classic                                                                       |
| --------------------------- | ------------------------------------------------------------------------------------ | ------------------------------------------------------------------------------------ |
| Baujahre                    | 2000–2008                                                                            | 2001–2008                                                                            |
| Motor                       | wassergekühlter Einzylinder-Viertaktmotor - 10° nach vorn geneigt                    | wassergekühlter Einzylinder-Viertaktmotor - 10° nach vorn geneigt                    |
| Ventilsteuerung             | DOHC-Ventilsteuerung, 4 Ventile über Tassenstößel betätigt, Zylinder stehend         | DOHC-Ventilsteuerung, 4 Ventile über Tassenstößel betätigt, Zylinder stehend         |
| Bohrung × Hub               | 60 mm × 44 mm                                                                        | 60 mm × 44 mm                                                                        |
| Hubraum                     | 124,4 cm³                                                                            | 124,4 cm³                                                                            |
| Verdichtung                 | 11 : 1                                                                               | 11 : 1                                                                               |
| Nennleistung                | 15 PS (11 kW) bei 9000/min                                                           | 15 PS (11 kW) bei 9000/min                                                           |
| max. Drehmoment             | 11,7 Nm bei 8500/min                                                                 | 11,7 Nm bei 8500/min                                                                 |
| Gemischaufbereitung         | Mikuni-Rundschiebervergaser VM 24                                                    | Mikuni-Rundschiebervergaser VM 24                                                    |
| Zündung                     | kontaktlose Kondersatorzündung                                                       | kontaktlose Kondersatorzündung                                                       |
| Abgasreinigung              | Ungeregelter Katalysator (U-Kat), ab Bj. 2006                                        | Ungeregelter Katalysator (U-Kat), ab Bj. 2006                                        |
| Lichtmaschine               | Wechselstrom-Generator, 180 W bei 5000/min                                           | Wechselstrom-Generator, 180 W bei 5000/min                                           |
| Batterie                    | 12 V – 9 Ah                                                                          | 12 V – 9 Ah                                                                          |
| Bordspannung                | 12 V                                                                                 | 12 V                                                                                 |
| Kupplung                    | mechanisch betätigte Mehrscheiben-Ölbadkupplung                                      | mechanisch betätigte Mehrscheiben-Ölbadkupplung                                      |
| Getriebe                    | Sechsgang-Stirnrad-Wechselgetriebe, klauengeschaltet                                 | Sechsgang-Stirnrad-Wechselgetriebe, klauengeschaltet                                 |
| Sekundärübersetzung         | 16/49                                                                                | 16/49                                                                                |
| Endantrieb                  | Kette                                                                                | Kette                                                                                |
| Rahmen                      | offener Stahlrohrrahmen                                                              | offener Stahlrohrrahmen                                                              |
| Maße (L × B × H)            | 1950 × 700 × 1080 mm                                                                 | 1950 × 700 × 1080 mm                                                                 |
| Radstand                    | 1445 mm                                                                              | 1445 mm                                                                              |
| Sitzhöhe                    | 77 cm                                                                                | 77 cm                                                                                |
| Radaufhängung vorn          | 41-mm-Teleskopgabel, Federweg 130 mm                                                 | 41-mm-Teleskopgabel, Federweg 130 mm                                                 |
| Radaufhängung hinten        | Stahl-Zweiarmschwinge mit Zentralfederbein, Federweg 220 mm (Federbasis verstellbar) | Stahl-Zweiarmschwinge mit Zentralfederbein, Federweg 220 mm (Federbasis verstellbar) |
| Felgengröße vorn            | Gussrad, 2,75 × 17″                                                                  | Drahtspeichenrad, 3,0 × 17″                                                          |
| Felgengröße hinten          | Gussrad, 4,0 × 17″                                                                   | Drahtspeichenrad, 4,0 × 17″                                                          |
| Bereifung vorn              | 110/70-17                                                                            | 110/70-17                                                                            |
| Bereifung hinten            | 130/70-17                                                                            | 130/70-17                                                                            |
| Bremse vorn                 | Einscheibenbremse, Ø 280 mm mit Zweikolben-Schwimmsattel                             | Einscheibenbremse, Ø 280 mm mit Zweikolben-Schwimmsattel                             |
| Bremse hinten               | Einscheibenbremse, Ø 220 mm mit Zweikolben-Schwimmsattel                             | Einscheibenbremse, Ø 220 mm mit Zweikolben-Schwimmsattel                             |
| Trockengewicht / Fahrbereit | 123 kg                                                                               | 123 kg                                                                               |
| Leergewicht                 | 131–133 kg                                                                           | 131–133 kg                                                                           |
| zul. Gesamtgewicht          | 320 kg                                                                               | 320 kg                                                                               |
| Tankinhalt                  | 13,5 l (Reserve: 3,6 l)                                                              | 13,5 l (Reserve: 3,6 l)                                                              |
| Kraftstoffverbrauch         | 3,2 l/100 km                                                                         | 3,2 l/100 km                                                                         |
| Höchstgeschwindigkeit       | 108 km/h                                                                             | 108 km/h                                                                             |

## Sondermodell
Außer den beiden Serienmodellen gab es das Sondermodell Striker. Abweichend von der RT 125 war ein Flachlenker montiert, Tank und Vorderradkotflügel waren in Orange lackiert. Zudem waren die Gleitrohre der Teleskopgabel sowie die beiden Seitenverkleidungsteile mattschwarz, der Bremssattel der Vorderradbremse goldfarben lackiert.